# Syndrome de Waterhouse-Friderichsen
 Mise en garde médicale
Le syndrome de Waterhouse-Friderichsen correspond à une inflammation des glandes surrénales provoquant une insuffisance surrénalienne aigüe causée par une infection bactérienne sévère (le plus souvent le méningocoque Neisseria meningitidis) avec plusieurs facteurs de risque communément associés : hypotension, troubles de la coagulation, sepsis, fièvre, hypoglycémie. En l'absence de traitement, il évolue rapidement (12-24 heures) vers un coma puis le décès du patient.
Cependant cette pathologie peut se rencontrer au cours de sepsis sévères, d'étiologies diverses et non exclusivement au cours d'infections à méningocoque.

Ce syndrome présente une prévalence plus élevée chez les patients splénectomisés.

## Historique
Ce syndrome est décrit pour la première fois en 1911 par Rupert Waterhouse, un médecin anglais (1873–1958), chez un enfant de huit mois et en 1918, Carl Friderichsen, un pédiatre danois  (1886–1979), passe en revue la littérature et décrit un cas similaire à développement foudroyant caractérisé cliniquement par stupeur, cyanose, pâleur, vomissements et une éruption purpurique d'évolution rapide avec hémorragie bilatérale des surrénales à l'autopsie.